# Garret T. Sato
Garret T. Sato (* 7. November 1964 in Oʻahu, Hawaii; † 25. März 2020) war ein US-amerikanischer Schauspieler mit japanischen Vorfahren. Er lebte in Los Angeles und auf Oʻahu.

## Leben
Da sein Vater der US-Army angehörte, zog die Familie in seinen frühen Lebensjahren oft innerhalb des amerikanischen Festlands um. Die Schule (Aiea High School) und das College (Leeward Community College) besuchte Sato dann wieder auf Hawaii. Nach dem College konzentrierte er sich auf Bodybuilding, erkannte dann jedoch schnell seine Leidenschaft für die Schauspielerei und kehrte ans College zurück. Nach seinem Schauspielabschluss ging er nach Los Angeles, um in Hollywood als Schauspieler zu arbeiten. Dort lernte er Cary-Hiroyuki Tagawa kennen, den er als seinen Mentor bezeichnete.

## Filmografie (Auswahl)
| - 1993: Schwiegersohn Junior (Son in Law) - 1994: Shadow und der Fluch des Khan (The Shadow) - 1994: Die Maske (The Mask) - 1994: Killing Yakuza (The Dangerous) - 1995: Man Hunt - 1996: Bulletproof - 1998: Beyond Paradise - 2001: Pearl Harbor - 2003: Chick Street Fighter - 2005: Lethal - 2005: Schwert des Schicksals – Attilas blutiges Vermächtnis (Cerberus, Fernsehfilm) - 2006: Only the Brave - 2006: All In – Pokerface (All In) - 2006: Aces - 2006: Point of Contact - 2007: Machine - 2008: Sky Busters – Die Himmelsstürmer (The Flyboys) - 2008: Street Kings - 2008: Stiletto - 2009: Fear of Attraction - 2009: Bonita Beach Bob - 2010: Corrado - 2010: Project Purgatory - 2011: Violent Blue - 2011: Wasteland - 2011: 4 Wedding Planners (Knots) - 2011: Repeat Offenders: Javais Vu - 2013: Blue Dream - 2013: Ode in Blood - 2013: Wolverine: Weg des Kriegers (The Wolverine) - 2015: To Topple an Empire - 2016: Buddy Solitaire - 2016: The Last Tour - 2016: Caged Beauty - 2016: Eternal Salvation - 2017: Jurassic School - 2018: Sleeping Dogs Lie - 2019: Midway – Für die Freiheit (Midway) | - 1994: One West Waikiki (Folge 1x02) - 1997: Total Security (Folge 1x11) - 1999: Martial Law – Der Karate-Cop (Martial Law, Folge 2x03) - 1999: On Common Ground (Folge 1x02) - 2002, 2005, 2008: Reich und Schön (The Bold and the Beautiful, Seifenoper, 4 Folgen) - 2003: Alias – Die Agentin (Alias, Folge 3x05) - 2006: Unfabulous (2 Folgen) - 2006: 24 (Folge 6x00) - 2007: Zeit der Sehnsucht (Days of Our Lives, Seifenoper, Folge 10686) - 2007: Emergency Room – Die Notaufnahme (ER, Folge 13x13) - 2007: In Case of Emergency (Folge 1x10) - 2010–2011, 2019: Hawaii Five-0 (3 Folgen) - 2011: Navy CIS: L.A. (NCIS: Los Angeles, Folge 2x14) - 2014: Seers of the Ninth Island - 2014: Intelligence (Folge 1x03) - 2017: High Expectasians (Folge 1x02) - 2017: Marvel’s Inhumans (Folge 1x01) - 2018: The Family Business (2 Folgen) - 2019: Magnum P.I. (Folge 1x18) |